# البطولة الوطنية لكرة القدم كوبا 2019
البطولة الوطنية لكرة القدم كوبا 2019 هو الموسم 108 من  البطولة الوطنية لكرة القدم كوبا. أشرف على تنظيمه اتحاد كوبا لكرة القدم، وكان عدد الأندية المشاركة فيه  16، وفاز فيه FC Santiago de Cuba ‏.